# Ktenoura
Ktenoura era un trilobite dell'ordine Phacopida, della famiglia Cheiruridae vissuto nell'Ordoviciano superiore e nel Siluriano.

## Descrizione
Ktenoura presenta uno scheletro esterno allungato, con il torace costituito di 11 segmenti. Le suture facciali sono del tipo Proparia e suddividono il margine laterale del Cephalon in due parti.
Le guance e le pleure sono strette; gli occhi sono posti nella parte anteriore, in prossimità della glabella. Questa è convessa e il suo spessore aumenta gradualmente verso la parte anteriore. Il tipo di articolazione tra i vari segmenti consentiva a Ktenoura di arrotolarsi. Lo scudo caudale era di dimensioni modeste, con tre lunghe paia di spine marginali e retroflesse.
Questo trilobite raggiungeva in media i 5 cm di lunghezza.

## Habitat
Ktenoura era un tipico abitatore di piattaforma e la sua distribuzione geografica era mondiale.